# Jan Tomaszewski
Pour les articles homonymes, voir Tomaszewski.

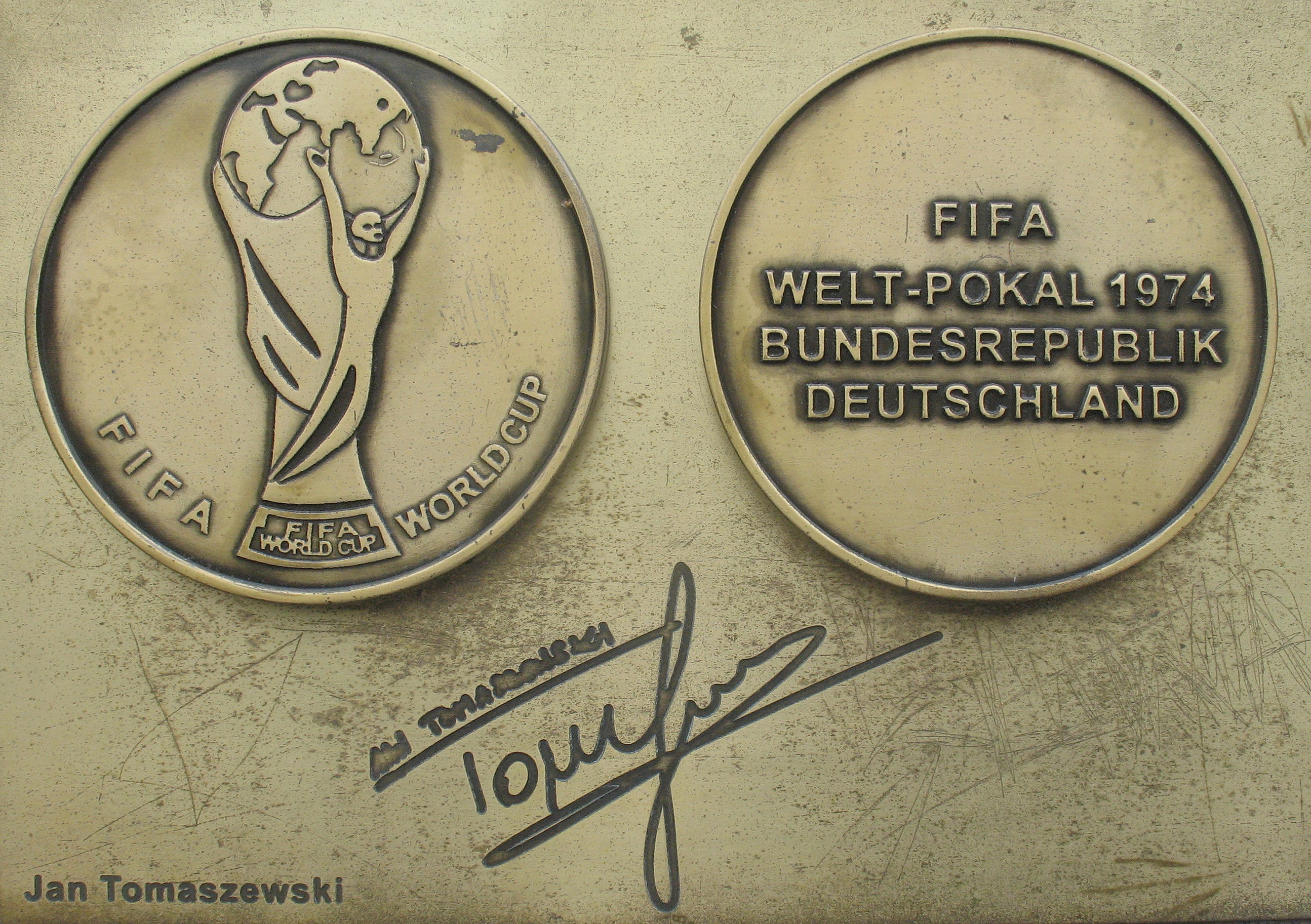
Médaille et autographe de Tomaszewski sur l'

Jan Tomaszewski est un footballeur international polonais né le 9 janvier 1948 à Wrocław. 
Il était le gardien de but de l'équipe de Pologne dans les années 1970.
Il est connu pour être l'unique gardien qui a arrêté 2 penalties au cours de matchs (pas dans les tirs au but après prolongations) dans une coupe du monde de football. C'était en 1974.
Lors des élections législatives polonaises de 2011, il est élu député pour le parti droit et justice.

## Carrière
- 1967-1970 : Śląsk Wrocław  Pologne
- 1970-1972 : Legia Varsovie  Pologne
- 1972-1978 : ŁKS Łódź  Pologne
- 1978-1981 : K Beerschot VAC  Belgique
- 1981-1982 : Hercules Alicante  Espagne
- 1982-1984 : ŁKS Łódź  Pologne

## Palmarès
- 59 sélections et 0 but avec l'équipe de Pologne entre 1971 et 1981
- Troisième de la Coupe du monde 1974
- Médaille d'argent aux Jeux olympiques de 1976